# In a Gospel Way
In a Gospel Way è un album in studio del cantante statunitense George Jones, pubblicato nel 1974.

## Tracce
1. In a Gospel Way (Earl Montgomery, George Jones)
2. Why Me, Lord? (Kris Kristofferson)
3. A Man I Always Wanted to Meet (Bobby Braddock, Curly Putman)
4. The Baptism of Jesse Taylor (Dallas Frazier, Sanger D. Shafer)
5. Release Me (From My Sin) (Eddie Miller, William McCall)
6. Amazing Grace (John Newton, Bill Walker, William J. Gaither)
7. Mama's Hands (Larry Kingston, Frank Dycus)
8. God Keeps the Wild Flowers Blooming (Bobby Abshire)
9. Mama Was a Preacher Man (Earl Montgomery, George Jones)
10. I Wonder How John Felt (When He Baptised Jesus) (Billy Sherrill, Norro Wilson, Carmol Taylor)
11. I Can't Find It Here (Curly Putman)